# Katholieke drankbestrijding

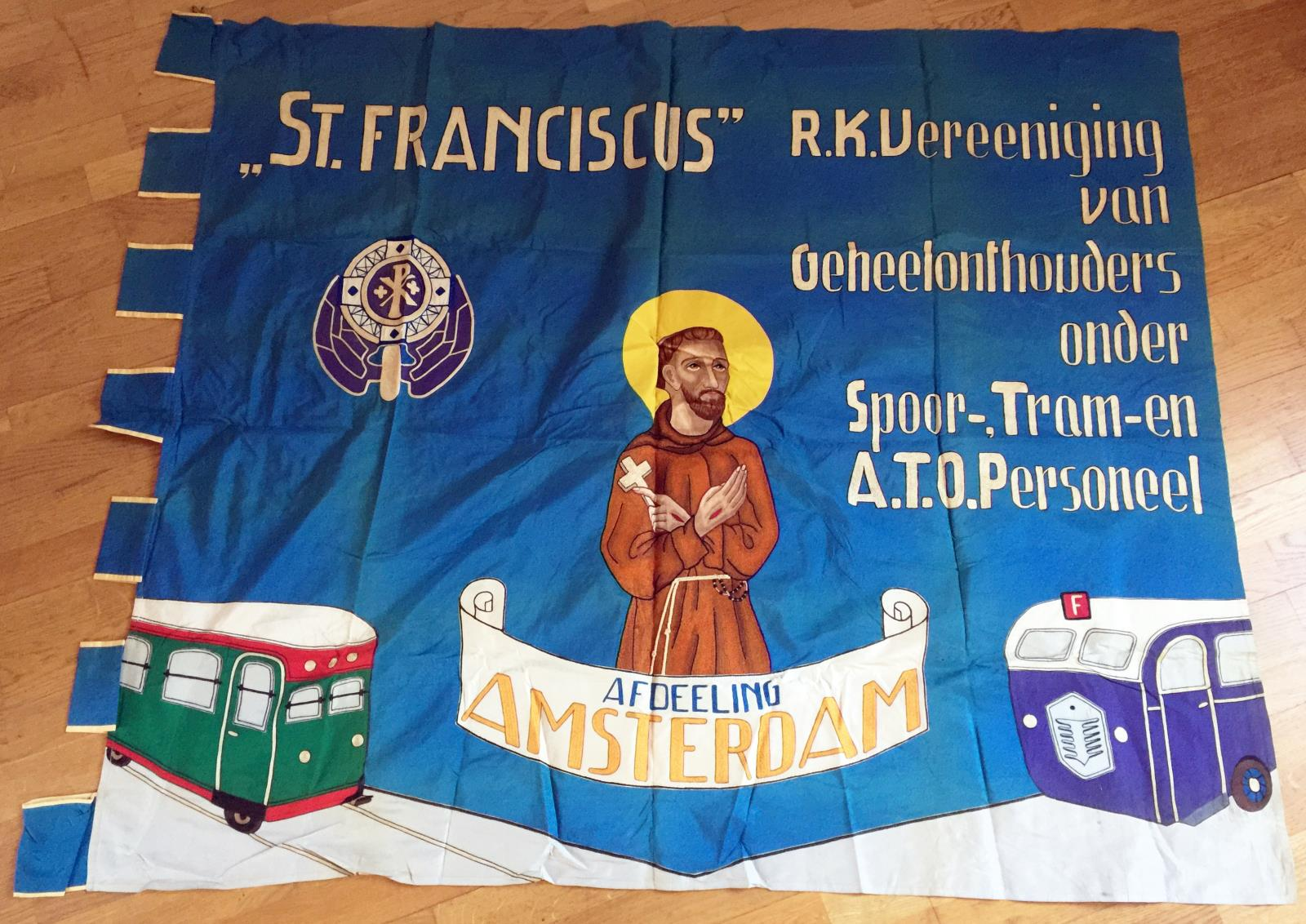
Vaandel van de R.K. Vereniging Franciscus, vereniging van geheelonthouders van spoor-, tram- en A.T.O.-personeel, afd. Amsterdam (ca. 1927-1947)

De term katholieke drankbestrijding verwijst naar initiatieven vanuit katholieke hoek om alcoholmisbruik tegen te gaan. Vanaf de 19e eeuw ontstond vanuit de katholieke gemeenschap in Nederland een duidelijk offensief tegen de problemen rond alcoholmisbruik onder de gelovigen.
Alcoholmisbruik zorgde in de 19e eeuw, vooral in geïndustrialiseerde gebieden, voor heel wat sociale ellende. De fles betekende voor veel arbeiders een vlucht uit hun gereguleerde bestaan. Een gebrek aan goede leefomstandigheden en voorzieningen op het gebied van cultuur en ontspanning dreef de arbeider weg van huis en naar de kroeg. Niet zelden gaven arbeiders een aanzienlijk deel van het weekloon uit aan drankconsumptie. Hun vrouwen en kinderen werden regelmatig dientengevolge in leed en ellende ondergedompeld. Drankmisbruik leidde er geregeld toe dat mannen hun gezin aan de bedelstaf brachten. Socialisten, liberalen, en protestanten ontwikkelden in de loop van de 19e eeuw allen een eigen beweging die de strijd aanbond met het alcoholisme. Moderne drankbestrijders zagen in dronkenschap niet langer een individueel maar een maatschappelijk probleem. Wetenschappelijke bestudering van het alcoholisme, strijd voor wettelijke maatregelen en vorming van drankweerorganisaties kwamen tot ontwikkeling.
Ook katholieken wisten vanaf het einde van de 19e eeuw een groot offensief tegen het alcoholisme op touw te zetten. Katholieke drankbestrijders zagen de samenhang tussen de miserabele leefomstandigheden van arbeiders en de drankproblematiek en probeerden hen juist door dat drankmisbruik aan te pakken sociaal sterker te maken. Men wilde de gelovige bevrijden uit de structuren die hem beletten waardig te leven. Spin in het web van de katholieke drankbestrijding was de organisatie Sobriëtas, die in 1899 werd opgericht. In minder dan dertig jaar wisten drankbestrijders niet minder dan 177.879 leden, voor die tijd een enorm aantal, aan Sobriëtas te binden. Deze leden kwamen uit heel Nederland. Katholieke mannen boven de zestien jaar waren verenigd in het Kruisverbond, vrouwen van zestien jaar en ouder in de Mariavereniging. Jongens en meisjes tussen de twaalf en zestien jaar waren verenigd in respectievelijk de Jongensbond en de Meisjesbond. Kinderen tot twaalf jaar ten slotte werden samen met hun ouders opgenomen in de Sint Annavereniging. Duizenden katholieken, van jong tot oud, bezochten lezingen en congressen, lazen anti-alcoholische tijdschriften en almanakken, speelden anti-alcoholische toneelstukken, liepen mee in processies en optochten en namen deel aan grote manifestaties.